# هولتز سامیت (میزوری)
هولتز سامیت (به انگلیسی: Holts Summit) یک شهر در ایالات متحده آمریکا است که در شهرستان کالاوی، میزوری واقع شده‌است. هولتز سامیت ۹٫۰۴ کیلومتر مربع مساحت و ۳٬۲۴۷ نفر جمعیت دارد و ۲۵۹ متر بالاتر از سطح دریا واقع شده‌است.